# Meleon kenti
Meleon kenti là một loài nhện trong họ Salticidae.
Loài này thuộc chi Meleon. Meleon kenti được Roger de Lessert miêu tả năm 1925.